# Hyperplatys aspersa
Hyperplatys aspersa är en skalbaggsart som först beskrevs av Thomas Say 1824.  Hyperplatys aspersa ingår i släktet Hyperplatys och familjen långhorningar. Inga underarter finns listade i Catalogue of Life.